# Chiesa di Sant'Antonio Abate (Malles Venosta)
La chiesa di Sant'Antonio Abate (in tedesco Kirche des Heiligen Antonius Abtei) è la parrocchiale a Slingia (Schlinig), frazione di Malles Venosta (Mals) in Alto Adige. Appartiene al decanato di Malles della diocesi di Bolzano-Bressanone e risale al XV secolo.

## Descrizione
L'edificio sacro è un monumento sottoposto a tutela col numero 15809 della provincia autonoma di Bolzano.